# Novi Grad (Odžak)
Pour les articles homonymes, voir Novi Grad.
Novi Grad (en serbe cyrillique : Нови Град) est un village de Bosnie-Herzégovine. Il est situé dans la municipalité d'Odžak, dans le canton de la Posavina et dans la fédération de Bosnie-et-Herzégovine. Selon les premiers résultats du recensement bosnien de 2013, il compte 412 habitants.

## Démographie

### Évolution historique de la population
| 1948 | 1953 | 1961  | 1971  | 1981  | 1991  | 2013 |
| ---- | ---- | ----- | ----- | ----- | ----- | ---- |
| -    | -    | 1 923 | 1 797 | 1 807 | 1 907 | 412  |

|  |